# Pigeon picazuro
Patagioenas picazuro
Espèce
Statut de conservation UICN

 LC  : Préoccupation mineure
Le Pigeon picazuro (Patagioenas picazuro) est une espèce commune de pigeons de la famille des Columbidae originaire d'Amérique du Sud.

## Description
C'est un oiseau brun avec des petits traits blancs et nors sur le dos du cou et des motifs sombres sur les ailes. Il ressemble à la Tourterelle tigrine.

## Distribution

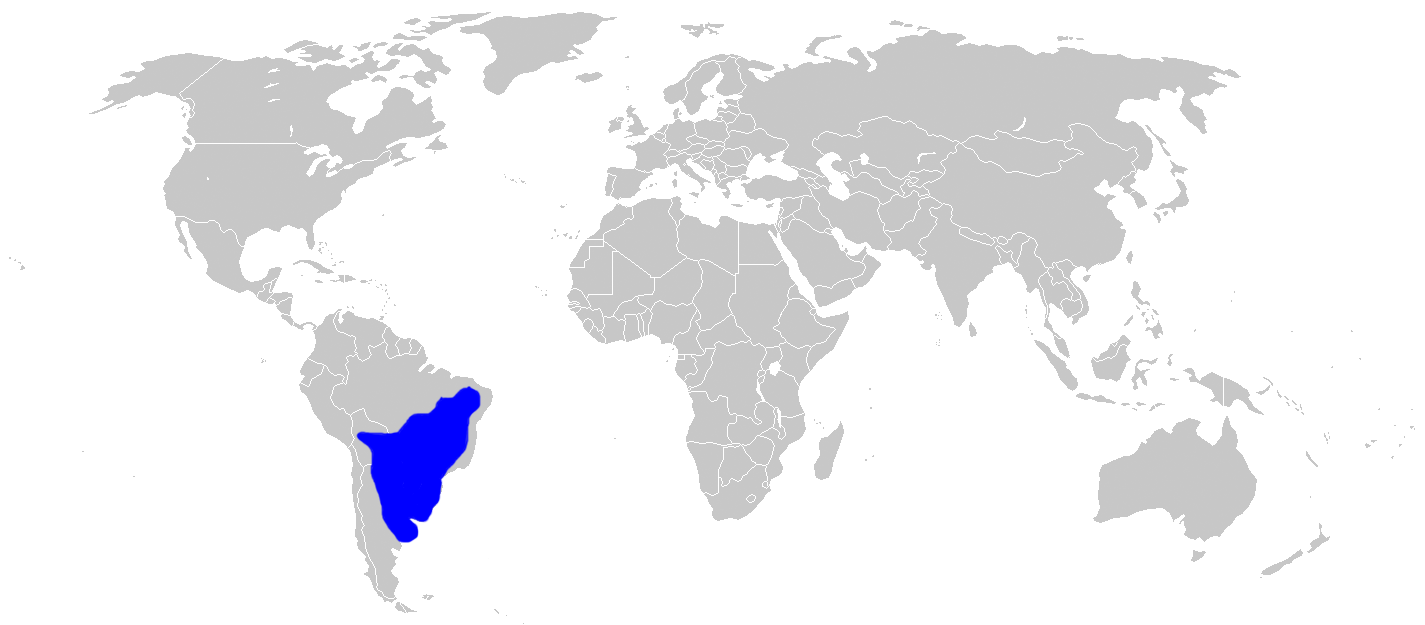
Carte de répartition de l'espèce.

On le trouve en Argentine, Bolivie, Brésil, Paraguay et Uruguay. On estime son territoire à 5 800 000 km2 et bien que son comptage exact n'ait jamais eu lieu, on pense que l'espèce est commune et la population semble être en augmentation. Il peut vivre dans une variété d'habitats, allant des forêts aux  terres agricoles.

## Alimentation
Cette espèce se nourrit principalement sur le sol et, comme la plupart des autres pigeons, mange des graines et des céréales.

## Reproduction
Il niche chaque mois de l'année. Il construit un nid fragile à l'aide de branches et la femelle y pond un œuf. Les deux parents couvent. Une fois que l'œuf a éclos, le pigeonneau est nourri au lait régurgité à partir des graines.